# Alarm für Cobra 11: Nitro
Alarm für Cobra 11: Nitro es un videojuego de carreras desarrollado por Synetic y distribuido por RTL Enterprises. Fue lanzado en noviembre de 2006 para PC y se basa en la serie de televisión de acción Alerta Cobra.

## Jugabilidad
El jugador asume el control de más de 15 vehículos diferentes, desde  automóviles a  camiones con los que tiene que asumir diferentes tareas. Los vehículos no tienen licencias (de ahí los nombres ficticios), pero son muy similares a sus modelos. Solo al final del juego el jugador se sorprende con dos vehículos con licencia Seat.
Hay tres modos de juego: modo carrera, carrera individual y pantalla dividida.
En el modo carrera, se deben dominar 27 tareas en cuatro niveles de dificultad (fácil, normal, difícil y nitro). Los niveles individuales de dificultad difieren solo por límites de tiempo y daños más estrechos. Dado que las tareas no son muy variadas, se pueden dividir aproximadamente en las siguientes categorías:
- Seguimiento y detención del vehículo: otro vehículo debe ser atrapado y embestido hasta que no pueda conducir.
- Rastreo y frenado del vehículo: aquí el vehículo contrario también debe ser atrapado, pero solo puede estar poco dañado y debe frenarse.
- Escapar o ganar carreras: en ambos casos, el jugador debe haber llegado al final frente a un grupo de oponentes controlados por computadora.
- Puntos de control de conducción: los puntos de control se deben conducir con o sin una ruta específica dentro de un límite de tiempo.

El modo de carrera única se limita a conducir las pistas ya lanzadas en el modo carrera contra uno a cinco oponentes de la computadora con cualquier vehículo.
En el modo de pantalla dividida, todas las rutas que ya se han borrado se pueden jugar en parejas en la misma computadora con cualquier vehículo.